# Pristimantis labiosus
Espèce
Synonymes
- Eleutherodactylus labiosus Lynch, Ruíz-Carranza & Ardila-Robayo, 1994

Statut de conservation UICN

 LC  : Préoccupation mineure
Pristimantis labiosus est une espèce d'amphibiens de la famille des Craugastoridae.

## Répartition
Cette espèce se rencontre du niveau de la mer jusqu'à 1 900 m d'altitude, :
- en Colombie sur le versant Ouest de la cordillère Occidentale dans les départements de Chocó, de Valle del Cauca, de Cauca et de Nariño ;
- en Équateur sur le versant Ouest de la cordillère Occidentale dans les provinces de Esmeraldas, de Carchi, de Imbabura, de Pichincha et de Santo Domingo de los Tsáchilas.

## Description
Les mâles mesurent de 35,4 à 50,8 mm et les femelles de 48,5 à 52,3 mm.

## Publication originale
- Lynch, Ruiz-Carranza & Ardila-Robayo, 1994 : The identities of the Colombian frogs confused with Eleutherodactylus latidiscus (Boulenger) (Amphibia: Anura: Leptodactylidae). Occasional Papers of the Museum of Natural History University of Kansas, no 170, p. 1-42 (texte intégral).